# Ammophila arvensis
Ammophila arvensis är en biart som beskrevs av Lepeletier de Saint Fargeau 1845. Ammophila arvensis ingår i släktet Ammophila och familjen grävsteklar. Inga underarter finns listade i Catalogue of Life.